# Ольшанський Михайло
Михайло Ольша́нський (нар. 1863, Львів — пом. 25 січня 1908, Чернівці) — польський та український актор, режисер, співак (тенор).

## Біографія
Народився у 1863 році у місті Львові (тепер Україна). Вперше вийшов на сцену в 1879 році у трупі А. Каттнера. Протягом 1881—1888 років — оперетковий співак і драматичний актор польської трупи Г. Лясоцького, у 1884—1887 роках — у трупах О. Бачинського і Л. Добжанського, протягом 1892—1894, 1900—1901 років — польського міського театру у Львові, протягом 1902—1904 років — Народних театрів у Кракові та Львові. В 1889—1892, 1894—1900, 1905—1908 роках — актор і режисер (у 1897 році — один з директорів) Театру товариства «Руська бесіда». Помер в Чернівцях 25 січня 1908 року.

## Творчість
ролі
- Гершко, Маюфес («Сто тисяч», «Хазяїн» Івана Карпенка Карого);
- Вольф Зільберглянц («Учитель» Івана Франка);
- Добчинський («Ревізор» Миколи Гоголя);
- Аким («Влада темряви» Льва Толстого);
- Безсеменов («Міщани» Максима Горького);
- Ленюк («Хата за селом» за Юзефом Крашевським);
- Мендерс («Примари» Генріка Ібсена);
- Паскінат («Романтики» Едмона Ростана).

партії
- Коко («Мікадо» Артура Саллівана);
- Вакула («Різдвяна ніч» Миколи Лисенка);
- Дземба («Галька» Станіслава Монюшка);
- Гаспар («Корневільські дзвони» Робера Планкетта).